# Morebilus nipping
Morebilus nipping är en spindelart som beskrevs av Norman I. Platnick 2002. Morebilus nipping ingår i släktet Morebilus och familjen Trochanteriidae.
Artens utbredningsområde är Queensland. Inga underarter finns listade i Catalogue of Life.